# Европейски път Е804
Европейски път Е804 е част от европейската пътна мрежа. Започва от Билбао, Испания преминава през Логроньо и свършва в Сарагоса. Пътят следва маршрута на автомагистрала AP-68. Дължината му е 305 km.